# Лейн (Південна Дакота)
Лейн (англ. Lane) — місто (англ. town) в США, в окрузі Джеролд штату Південна Дакота. Населення — 47 осіб (2020).

## Географія
Лейн розташований за координатами 44°4′11″ пн. ш. 98°25′29″ зх. д. / 44.06972° пн. ш. 98.42472° зх. д. (44.069689, -98.424620).  За даними Бюро перепису населення США в 2010 році місто мало площу 1,20 км², уся площа — суходіл.

## Демографія
Згідно з переписом 2010 року, у місті мешкало 59 осіб у 27 домогосподарствах у складі 15 родин. Густота населення становила 49 осіб/км².  Було 37 помешкань (31/км²).
Расовий склад населення:
| - 100,0 % — білих |

До двох чи більше рас належало 0,0 %. Частка іспаномовних становила 3,4 % від усіх жителів.
За віковим діапазоном населення розподілялося таким чином: 27,1 % — особи молодші 18 років, 59,3 % — особи у віці 18—64 років, 13,6 % — особи у віці 65 років та старші. Медіана віку мешканця становила 37,6 року. На 100 осіб жіночої статі у місті припадало 118,5 чоловіків;  на 100 жінок у віці від 18 років та старших — 115,0 чоловіків також старших 18 років.
За межею бідності перебувало 43,3 % осіб, у тому числі 65,2 % дітей у віці до 18 років та 0,0 % осіб у віці 65 років та старших.
Цивільне працевлаштоване населення становило 62 особи. Основні галузі зайнятості: сільське господарство, лісництво, риболовля — 29,0 %, мистецтво, розваги та відпочинок — 19,4 %, оптова торгівля — 12,9 %, освіта, охорона здоров'я та соціальна допомога — 9,7 %.